# Gmina Sheridan (hrabstwo Carroll)

Położenie Gminy Sheridan w hrabstwie Carroll

Gmina Sheridan (ang. Sheridan Township) – gmina w USA, w stanie Iowa, w hrabstwie Carroll. Według danych z 2000 roku gmina miała 461 mieszkańców.